# Douchy-les-Mines
Douchy-les-Mines ist eine französische Gemeinde mit 10.112 Einwohnern (Stand: 1. Januar 2022) im Département Nord in der Region Hauts-de-France. Sie gehört zum Arrondissement Valenciennes und zum Kanton Denain. Die Einwohner werden Douchynois genannt.

## Geographie
Die Gemeinde Douchy-les-Mines liegt im Nordfranzösischen Kohlerevier an der Selle, die hier in die Schelde mündet, etwa zehn Kilometer südwestlich von Valenciennes.
Umgeben wird Douchy-les-Mines von den Nachbargemeinden Denain im Norden, Haulchin im Nordosten, Thiant im Osten, Noyelles-sur-Selle im Süden, Neuville-sur-Escaut im Südwesten und Lourches im Westen.
Durch die Gemeinde führt die Autoroute A2, von der hier die Autoroute A21 nach Lens abzweigt.

## Geschichte
An einem römischen Weg gelegen sind die ersten Zeugnisse über die Existenz für das 10. Jahrhundert mit der Erwähnung des Ortes Dulciaca zu finden. Hier wurde der Ort vom Grafen von Valenciennes an die Abtei de Saint-Pierre restituiert und der Vorgang von König Lothar I. bestätigt.
In beiden Weltkriegen wurde der Ort erheblich geschädigt.

### Bevölkerungsentwicklung
| Jahr                       | 1962 | 1968 | 1975   | 1982   | 1990   | 1999   | 2006   | 2011   | 2020   |
| Einwohner                  | 5242 | 7421 | 11.118 | 11.149 | 10.931 | 10.413 | 10.022 | 10.421 | 10.144 |
| Quellen: Cassini und INSEE |      |      |        |        |        |        |        |        |        |

## Sehenswürdigkeiten
- Belfried
- Kirche Saint-Paul
- Kirche Saint-Pierre
- Park Maingoval
- Wasserturm

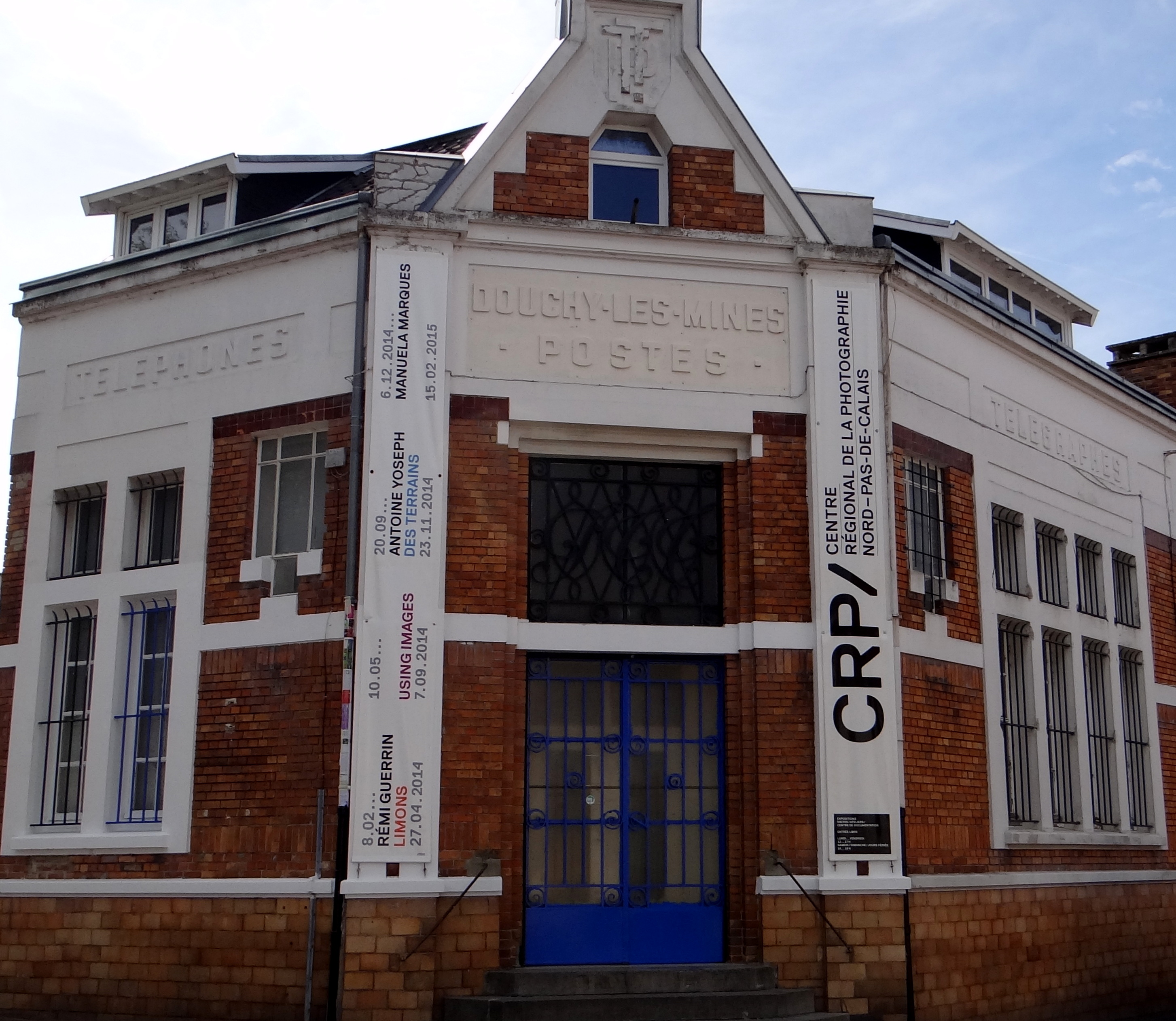
Regionalzentrum für Fotografie, früheres Postamt

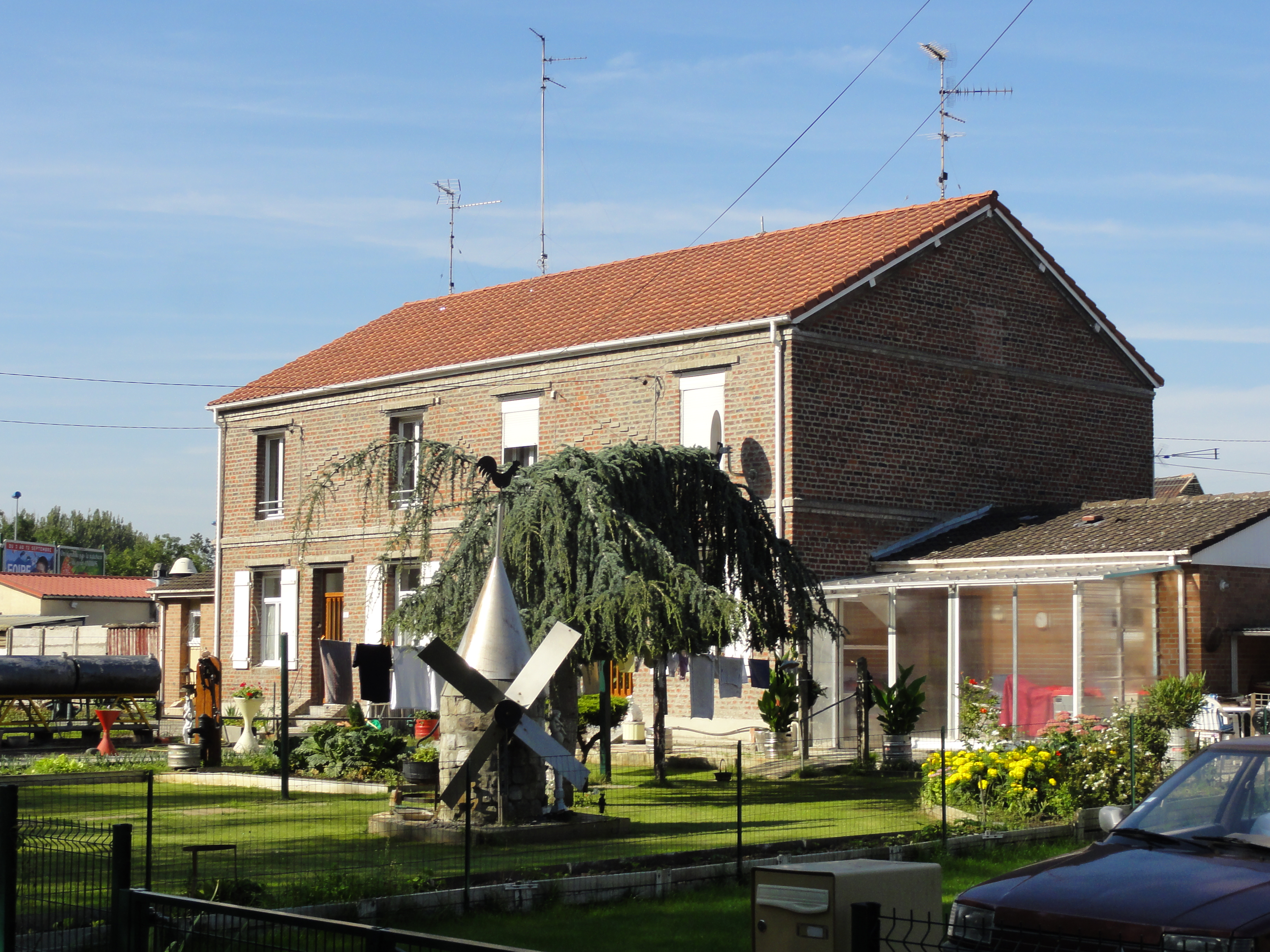
Haus in der ehemaligen Bergbausiedlung „Cité de la fosse Boca“

- Centre régional de la photographie du Nord Pas-de-Calais

## Partnergemeinden
- Mielec, Woiwodschaft Karpatenvorland, Polen, seit 1990
- Vila Nova de Poiares, Portugal
- Méguet, Burkina Faso

## Persönlichkeiten
- Robert Mintkiewicz (* 1947), Radrennfahrer